# Каракул (Узбекистан)
Вижте пояснителната страница за други значения на Каракул.
Каракул (на узбекски: Qorako‘l – Черно езеро) е град в Бухарска област, Узбекистан.

## География
В близост минава река Зарафшан. Населението му е 22 300 жители през 2016 г.

## История
Древната порода Каракулска овца е наименувана на Каракул. Селището получава статут на град през 1980 г.